# Associazione Calcio Novara 1955-1956
Questa voce raccoglie le informazioni riguardanti l'Associazione Calcio Novara nelle competizioni ufficiali della stagione 1955-1956.

## Rosa
| N. |                   | Ruolo | Calciatore            |
| -- | ----------------- | ----- | --------------------- |
|    | Italia (bandiera) | P     | Ivano Corghi          |
|    | Italia (bandiera) | P     | Fausto Lena           |
|    | Italia (bandiera) | D     | Giancarlo Capucci     |
|    | Italia (bandiera) | D     | Ugo Gherardi          |
|    | Italia (bandiera) | C     | Enzo De Giovanni      |
|    | Italia (bandiera) | C     | Ambrogio Baira        |
|    | Italia (bandiera) | C     | Silvio Feccia         |
|    | Italia (bandiera) | C     | Rino De Togni         |
|    | Italia (bandiera) | C     | Giambattista Moschino |
|    | Italia (bandiera) | C     | Beniamino Protti      |

| N. |                      | Ruolo | Calciatore       |
| -- | -------------------- | ----- | ---------------- |
|    | Italia (bandiera)    | A     | Piero Pombia     |
|    | Svezia (bandiera)    | A     | Ivar Eidefjäll   |
|    | Italia (bandiera)    | A     | Marco Savioni    |
|    | Danimarca (bandiera) | A     | Helge Bronée     |
|    | Paraguay (bandiera)  | A     | Dionisio Arce    |
|    | Italia (bandiera)    | A     | Andrea Marzani   |
|    | Italia (bandiera)    | A     | Carlo Piccioni   |
|    | Italia (bandiera)    | A     | Silvio Formentin |
|    | Italia (bandiera)    | A     | Umberto Renica   |
|    | Italia (bandiera)    | A     | Benito Albini    |

## Risultati

### Serie A

#### Girone di andata
| 18 settembre 1955 1ª giornata | Inter | 2 – 0 | Novara |  |

| 25 settembre 1955 2ª giornata | Novara | 1 – 0 | Napoli |  |

| 2 ottobre 1955 3ª giornata | Bologna | 3 – 2 | Novara |  |

| 9 ottobre 1955 4ª giornata | Novara | 2 – 2 | Roma |  |

| 16 ottobre 1955 5ª giornata | Novara | 1 – 1 | SPAL |  |

| 23 ottobre 1955 6ª giornata | Juventus | 2 – 2 | Novara |  |

| 30 ottobre 1955 7ª giornata | Novara | 3 – 0 | Padova |  |

| 6 novembre 1955 8ª giornata | Lanerossi Vicenza | 0 – 0 | Novara |  |

| 13 novembre 1955 9ª giornata | Novara | 1 – 1 | Fiorentina |  |

| 20 novembre 1955 10ª giornata | Triestina | 0 – 0 | Novara |  |

| 8 dicembre 1955 11ª giornata | Novara | 1 – 2 | Sampdoria |  |

| 25 dicembre 1955 12ª giornata | Lazio | 2 – 0 | Novara |  |

| 1 gennaio 1956 13ª giornata | Novara | 3 – 4 | Milan |  |

| 8 gennaio 1956 14ª giornata | Genoa | 2 – 0 | Novara |  |

| 15 gennaio 1956 15ª giornata | Novara | 2 – 1 | Atalanta |  |

| 22 gennaio 1956 16ª giornata | Pro Patria | 0 – 0 | Novara |  |

| 29 gennaio 1956 17ª giornata | Torino | 2 – 1 | Novara |  |

#### Girone di ritorno
| 12 febbraio 1956 18ª giornata | Novara | 2 – 2 | Inter |  |

| 19 febbraio 1956 19ª giornata | Napoli | 0 – 2 | Novara |  |

| 26 febbraio 1956 20ª giornata | Novara | 2 – 0 | Bologna |  |

| 4 marzo 1956 21ª giornata | Roma | 2 – 1 | Novara |  |

| 11 marzo 1956 22ª giornata | SPAL | 2 – 0 | Novara |  |

| 18 marzo 1956 23ª giornata | Novara | 0 – 0 | Juventus |  |

| 25 marzo 1956 24ª giornata | Padova | 2 – 1 | Novara |  |

| 1 aprile 1956 25ª giornata | Novara | 2 – 0 | Lanerossi Vicenza |  |

| 8 aprile 1956 26ª giornata | Fiorentina | 4 – 2 | Novara |  |

| 15 aprile 1956 27ª giornata | Novara | 0 – 1 | Triestina |  |

| 29 aprile 1956 28ª giornata | Sampdoria | 1 – 1 | Novara |  |

| 6 maggio 1956 29ª giornata | Novara | 6 – 2 | Lazio |  |

| 10 maggio 1956 30ª giornata | Milan | 4 – 2 | Novara |  |

| 13 maggio 1956 31ª giornata | Novara | 1 – 2 | Genoa |  |

| 20 maggio 1956 32ª giornata | Atalanta | 2 – 1 | Novara |  |

| 27 maggio 1956 33ª giornata | Novara | 2 – 1 | Pro Patria |  |

| 3 giugno 1956 34ª giornata | Novara | 1 – 2 | Torino |  |